# Vrachonisídes Prasonísia
Vrachonisídes Prasonísia är öar i Grekland.   De ligger i prefekturen Kykladerna och regionen Sydegeiska öarna, i den sydöstra delen av landet, 150 km öster om huvudstaden Aten. Arean är 0,10 kvadratkilometer.
Terrängen på Vrachonisídes Prasonísia är platt. Öns högsta punkt är 10 meter över havet. Den sträcker sig 0,7 kilometer i nord-sydlig riktning, och 0,5 kilometer i öst-västlig riktning.